# Actinodaphne myriantha
Actinodaphne myriantha är en lagerväxtart som beskrevs av Elmer Drew Merrill. Actinodaphne myriantha ingår i släktet Actinodaphne och familjen lagerväxter. Inga underarter finns listade i Catalogue of Life.